# Stanislav Polčák
Stanislav Polčák (nascido em 21 de fevereiro de 1980) é um advogado e político checo eleito membro do Parlamento Europeu em 2019.